# Sinope
|  | Per a altres significats, vegeu «Sinope (desambiguació)». |

Sinope (turc: Sinop; turc otomà: Sinub; grec antic: Σινώπη, Sinope) és un port de la costa de la mar Negra, capital de la província turca homònima. La població el 2008 era de 53.584 habitants. Es troba en un istme que surt del continent cap a una península de nom Boz Tepe Adasi; encara que podria tenir dos ports (un a cada costat de l'istme) només el situat al sud s'ha utilitzat des de l'antiguitat.

## Fundació
La llegenda la relaciona amb els argonautes i amb Sinope, la filla d'Asop. Els habitants al·legaven que havia estat fundada per Autòlic (fill d'Hermes), argonauta i company d'Hèrcules.
Va ser una ciutat hitita que apareix sota el nom de Sinuwa o Sinuwanta, on al segle segle xvii aC el rei Mursilis I, hi va fer algunes operacions militars, però després no se'n sap res durant segles. Va ser fundada com a colònia de Milet per Ambron; els colons en foren expulsats pels cimmeris als que Heròdot assigna la fundació. Expulsats els cimmeris s'hi va establir una colònia d'Efes (632 aC) dirigida per Cous i Crítines. En els anys següents Sinope va esdevenir una ciutat important molt prospera. Al primer mil·lenni aC fou la principal de les colònies gregues a la costa de l'Euxí, situada a una península de la costa de Paflagònia, propera al cap Carambis.
A la segona meitat del segle v aC estaven governats per un tirà anomenat Timesileon, que fou aliat d'[Atenes] a la guerra del Peloponès. Expulsat el tirà els atenencs hi van enviar un cos de sis-cents colons. Xenofont la descriu com a rica i florent i diu que el seu territori arribava al riu Halis, exercint influencia sobre les tribus de Paflagònia i Capadòcia; tenia colònies a Cerasos, Cotiora i Trapezos (Trebisonda). Amb l'ajut de la ciutat els deu mil van poder embarcar cap a Heracleia Pòntica. Estrabó diu que la seva flota era de les principals dels grecs i mestressa de l'Euxí, i es repartia amb Bizanci la pesca de tonyina.

## Edat antiga
Era una república que el 362 aC es va sotmetre als perses i el 331 fou inclosa en el regne de Capadòcia sotmès a Alexandre el Gran. Del 322 al 301 aC va passar per mans d'alguns dels diàdocs d'Alexandre el Gran i el 301 aC s'hi va establir altra vegada la tirania amb Escidrotemis (Scydrothemis), príncep que va rebre una ambaixada de Ptolemeu I Soter; el 280 aC fou altra vegada república.
El 220 aC fou atacada pel rei Mitridates del Pont però fou rebutjat amb ajut enviat des de l'illa de Rodes. Un temps després fou atacada per Farnaces, successor de Mitridates, en un atac per sorpresa, i se'n va apoderar (183 aC). Els reis del Pont la van convertir en la seva capital.
Mitridates V Evergetes fou assassinat a la ciutat el 120 aC i el va succeir el seu fill Mitridates VI Eupator anomenat el gran, que havia estat educat a la ciutat i que la va embellir, construint un nou port, arsenals navals, i magatzems per la pesca. Després de la batalla de Cízic, Mitridates va nomenar tirà de la ciutat a Bàquides però fou finalment ocupada per Lucul·le (70 aC) que li va restaurar la seva independència.

## Domini romà i romà d'Orient
Després de la derrota de Farnaces II del Pont a Zela, Juli Cèsar va posar la ciutat sota protectorat romà i hi va establir una colònia romana (Colonia Julia Caesaris Felix Sinope).
La ciutat va romandre com a ciutat important i plaça forta destacada, però el seu comerç va començar a decaure, però la pesca de la tonyina encara mantingué la seva prosperitat. El problema de la manca d'aigua fou resolt per Trajà amb la construcció d'un aqüeducte.

## Domini musulmà
Va romandre en poder de Roma i de Bizanci; el 832 per un curt període el comandant de les tropes auxiliars perses de l'emperador romà d'Orient, Teòfobos, es va proclamar rei de Sinope segons relaten els romans d'Orient Simeó Magister i Teòfanes continuat. Va seguir en mans dels grecs fins que el 1071 fou ocupada pels seljúcides però els romans d'Orient la van recuperar el 1098 i la van conservar fins al 1204. En aquest any, fou ocupada per tropes de la reina Tamara de Geòrgia que van entregar el poder a David Comnè que va establir un efímer despotat. El 1214 el territori fou repartit entre Nicea i Konya (que en la seva part de territori tenia la ciutat); el 1243 la regió va passar sota sobirania dels Ilkhànides de Pèrsia; la ciutat fou donada en feu al visir Muin al-Din Sulayman Pervane i sota els turcmans es va dir Sinab; fou llavors quan hi va passar Guillem de Rubrouck (que l'anomena Sinòpolis) en el seu camí cap a Rússia; Muin al-Din Muhammad va succeir al seu pare Pervane (1277-1297) i al seu torn fou succeït pel seu germà Muhadhdhib al-Din Masud (1297-1301); va morir el 1301 i llavors, vers el 1302, l'emir de Kastamonu (de la dinastia Djahandar Oghlu) la va ocupar. Una altra font diu que a la mort del darrer seljúcida Ghiyath al-Din Masud II el 1307 sense fills, el va succeir el seu nebot, Ghiyath al-Din Masud III, fill del sulta Ala al-Din Kaykubad III, però segons Ruhi l'Il-kan Ghazan el va deposar i va atorgar el feu de totes les regions de la costa nord i nord-oest a Ghazi Çelebi, fill de Ghiyath al-Din Masud II; les fonts però discrepen, i una part suposa que no era fill del sultà Masud II, sinó de Muhadhdhib al-Din Masud. Ghazi Çelebi és un personatge conegut, que va destacar en diverses accions de pirateria contra genovesos i grecs de Trebisonda, però amb aquestos darrers va estar generalment aliat. Hauria governat a Sinope de vers el 1308 a vers 1330 però la data de la seva mort és controvertida i se situa entre 1322 i després del 1332. El 1332 Sinope depenia de Shudja al-Din Sulayman Pasha, senyor de Kastamonu, però no se sap si era possessió directe o si Ghazi Čelebi havia reconegut la seva sobirania. Ibn Battuta la va visitar (entre 1332 i 1340). Va conservar la seva importància durant tot el segle; el comerç estava en mans dels genovesos que hi tenien un consolat probablement des de 1351, i hi havia també una colònia genovesa. Vers la segona meitat del segle xiv les lluites civils van portar a la divisió dels dominis dels Djandar Oghlu i alguns dels emirs pretendents va residir a Sinope o Sinub; aquí residia Isfandiyar i fou el darrer refugi dels Isfendiyar-oğlu quan foren atacats pel sultà otomà Baiazet I al que finalment van entregar la ciutat el 1393 (o 1394).

## Domini otomà
El 1402 Isfandiyar fou restaurat per Timur Lenk (Tamerlà) fins al 1458 en què fou altra vegada ocupada pels otomans per tractat amb l'emir Ismail Beg que va rebre a canvi feus a Rum Ili. Els historiadors romans d'Orient Ducas i Calcodiles assenyales les formidables defenses de què gaudia la ciutat. Sota els otomans fou una de les drassanes principals de l'Imperi, que va arribar al seu cim el 1571 quan s'hi van construir 20 galeres per a ser utilitzades a l'expedició a Xipre. El 1487 la població era de 773 homes adults (dels quals 176 cristians) i se suposa que el total d'habitants era d'uns 3.500. A un registre del 1530 s'assenyala que era capçalera d'un kada del sandjak de Kastamonu i que tenia 21 barris. El 1560 tenia 1003 contribuents. Al final del segle xvi estava dividida en 13 barris musulmans i 6 cristians, i tenia una mesquita (segurament l'Ulu Djami); la població hauria arribat a uns 4.000 habitants (entre 3.700 i 4.700). Al segle xvii va tenir dificultat per les incursions dels cosacs que van arribar a ocupar la ciutat que fou reparada en ser evacuada (vers 1639/1640). Evliya Çelebi la va visitar i diu que tenia 244 barris i 8 portes; els cristians són estimats en més de mil. també la descriu Katib Çelebi. El 1658 la va visitar i descriure Pau d'Alep, que acompanyava el patriarca Macari en el seu viatge a Rússia.
El 1701 la va visitar Joseph Pitton de Tournefort que descriu la fortalesa mal conservada, ocupada per alguins geníssers. En tot el segle va mantenir la seva activitat. El 1829 la va visitar Bernard Rottiers que explica que s'hi fabricaven vaixells d'alta qualitat, però les drassanes eren petites; la ciutat exportava arròs, fruites, pells, cuiro i fusta. El 1831 el kada de Sinope, dins la província de Kastamonu, tenia 7.1237 habitants mascles musulmans (en aquest cens no es van comptar les dones, els nens bni els cristians, ja que tenia finalitat militar). Von Moltke hi va passar de camí a Samsun. Abans del 1862 hi va passar Texier i abans del 1864 Collas, que esmenten l'enllaç recent de paqueteria amb Istanbul, però noten la decadència de Sinope, segons Collas per la concurrència d'Inebolu en l'exportació dels fruits secs, pells i productes derivats; les parts fortificades havien quedat damnades durant la guerra de Crimea el 1853, durant la qual es va lliurar al port de Sinope la batalla naval de Sinope en la qual els russos sota comandament de l'almirall Pàvel Nakhímov, van destruir la flota otomana, comandada per Osman Nuri Paşa.
V. Cuinet hi va passar el 1890; fiu que tenia 1790 cases (només 100 més que el 1582) i 9.749 habitants dels quals 5.041 eren musulmans; el rerepaís produïa blat, moresc i tabac. Sota Abd al-Hamid II fou elegida com a lloc d'exili pel seu relatiu aïllament, i la tradició es va consolidar. Després de la I Guerra Mundial va passar aviat als nacionalistes i la fortalesa fou transformada en presó; entre els presos cal esmentar al novel·lista Sabahattin Ali. El districte es va conservar com de predomini agrícola que encara va créixer després del 1950 amb la construcció de carreteres (82,5% de la població s'ocupava en tasques agrícoles el 1980); en aquest temps hi van tenir una base els americans però fou tancada el 1992; fou llavors quan es va crear la província de Sinop, i la ciutat va ser elevada a capital provincial.

## Personatges nascuts a Sinope
Van néixer allí a l'antiguitat: 
- Diògenes el cínic, filòsof
- Bató, historiador de Pèrsia
- Dífil o Dífilos, poeta còmic
- Aquila de Sinope, traductor de la Bíblia del segle ii
- Marció de Sinope, heretge

A l'edat mitjana: 
- Gazi Celebi (segle xiv), almirall i senyor local
- Seydi Ali Reis, almirall, escriptor i científic.
- Santa Elena de Sinope, segle xviii

I a l'edat contemporània:
- Ahmet Muhip Dıranas (1909-1980), poet
- Necmettin Erbakan (1926-2011), que fou primer ministre de Turquia
- Patriarca Màxim V de Constantinoble (1897-1972)

## Agermanaments
- Mosjoen, Noruega
- Jarve, Estònia
- Swansea, Gal·les (Regne Unit)
- Varna, Bulgària
- Hadibu, Iemen
- Izki, Oman
- Múrmansk, Rússia
- Lió, França
- Çorlu, Turquia
- Bogotà, Colòmbia